# Babcia Gąska

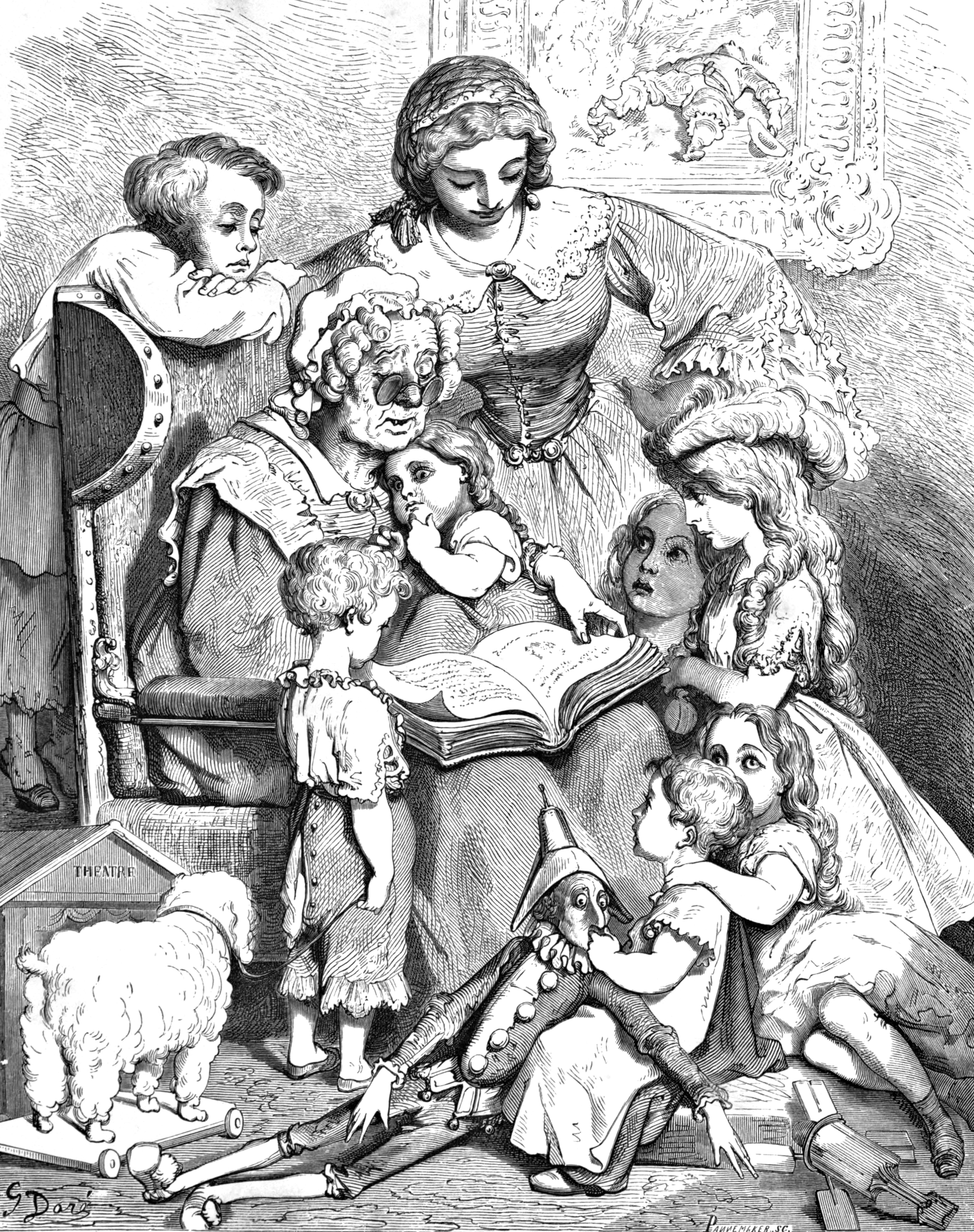
Gustave Doré, Babcia Gąska czytająca baśnie

Babcia Gąska (ang. Mother Goose) – postać występująca w baśniach i rymowankach, rozpowszechniona w literaturze Stanów Zjednoczonych, Wielkiej Brytanii i innych narodów anglojęzycznych.
Często występuje w opowieściach Babci Gąski. Obecnie znana mieszkańcom Wielkiej Brytanii głównie dzięki tytułowi pantomimy bożonarodzeniowej.

## Pochodzenie postaci
Angielska nazwa Mother Goose została nadana archetypowi kobiety wiejskiej, która przypuszczalnie zapoczątkowała opowieści i rymowanki firmowane przez siebie. Do tej pory jednak żadna konkretna osoba nie została jednoznacznie zidentyfikowana pod tym imieniem. Pierwsza wzmianka o tej osobie znalazła się w wierszowanej kronice, która ukazywała się około 1660 roku. Z zapisanej przez Jeana Loreta notatki ...comme un conte de la Mere Oye ("...jak opowieść Babci Gąski") wynika, że termin ten był już wtedy znany.
Wśród mieszkańców i turystów odwiedzających Boston rozpowszechniona jest również wersja, iż pierwowzorem postaci Mother Goose jest mieszkanka Bostonu, żona Isaaca Goose'a, Elizabeth Foster Goose (1635-1693) lub Mary Goose (1665-1758), która jest pochowana na cmentarzu Granary Burying Ground przy Tremont Street. Według badającej w latach 1930-40 historię Bostonu Eleanor Early, Mother Goose była rzeczywistą postacią, która żyła w Bostonie około roku 1660. Według tej wersji była ona drugą żoną Isaaca Goose'a. Każde z małżonków wniosło do małżeństwa po dziesięcioro własnych dzieci. Po śmierci Isaaca, Elizabeth zamieszkała ze swą najstarszą córką, która poślubiła Thomasa Fleeta, wydawcę mieszkającego przy Pudding Lane (obecnie Devonshire Street). Według Early, "Mother Goose" śpiewała całymi dniami swoim wnukom i innym dzieciom, które tłumnie schodziły się posłuchać. Ostatecznie jej zięć zebrał jej piosenki razem i wydał je.
W wydanej w roku 1930 pozycji The Real Personages of Mother Goose Katherine Elwes Thomas sugeruje, iż nazwa "Mother Goose" czy "Mère l'Oye" może pochodzić z opowieści o żonie Roberta II Pobożnego. "Bertha o gęsich stopach" jest często wymieniana we francuskich legendach jako gawędziarka, która porywała dzieci niezwykłymi opowieściami. Badająca tradycję "Mother Goose" Iona Opie nie daje jednak wiary ani wersji Thomas, ani wersji związanej z Bostonem.
W roku 1695 Charles Perrault, ukrywając się pod imieniem swego syna, wydał zbiór baśni Histoires ou contes du temps passés, avec des moralités, które następnie rozpowszechnione zostały pod swym podtytułem – "Contes de ma mère l'Oye" (w Polsce znane jako Bajki Babci Gąski).
Pierwsze angielskie tłumaczenie zbioru Perraulta autorstwa Roberta Sambera wydane zostało w roku 1729 pod tytułem Histories or Tales of Past Times, Told by Mother Goose. Około roku 1765 John Newbery opublikował kompilację angielskich rymowanek pod tytułem Mother Goose's Melody, or, Sonnets for the Cradle, które aż do czasów obecnych związały tę postać silniej z rymowankami niż z baśniami.

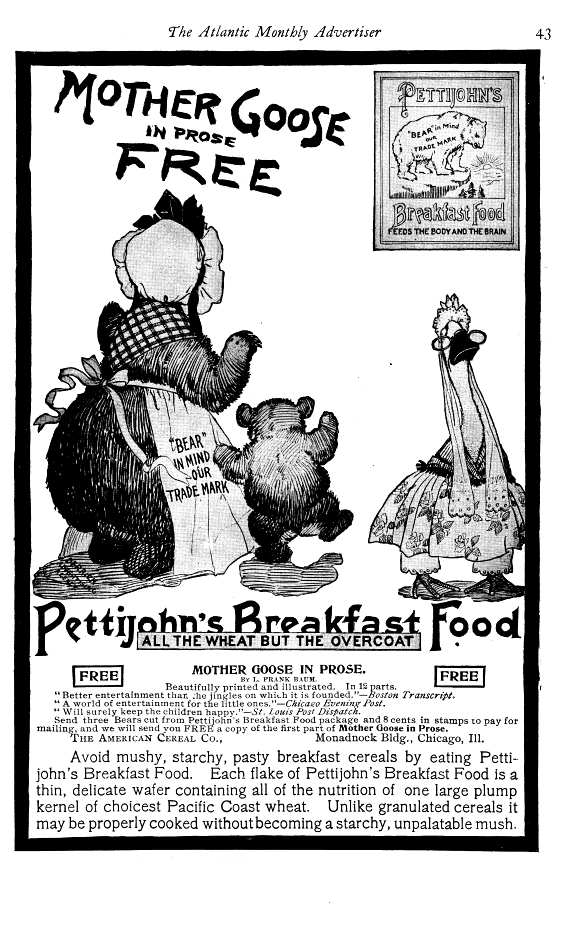
Amerykańska reklama nawiązująca do postaci Babci Gąski, 1900

Pierwsze oficjalne wydanie opowieści Babci Gąski w Nowym Świecie miało miejsce w roku 1786 w Worcester, gdzie Isaiah Thomas przedrukował pozycję Sambera pod tym samym tytułem.